# Handball-Asienmeisterschaft der Männer 2024
Die Handball-Asienmeisterschaft der Männer 2024, die 21. Asienmeisterschaft, wurde vom 11. bis 25. Januar 2024 in Bahrain ausgetragen. Veranstalter war die Asian Handball Federation. Die Auswahl Katars gewann den Wettbewerb.

## Austragungsland
Die AHF hatte im April 2023 die Austragung der 21. Asienmeisterschaft ausgeschrieben. Als Organisator wurde im August 2023 der Handballverband Bahrains ausgewählt. Die Spiele sollen in Manama und in Isa Town ausgerichtet werden.
Der Handballverband Bahrains richtet nach 1993, 2014 und 2016 zum vierten Mal eine Asienmeisterschaft der Männer aus.

## Teilnehmer
Am Turnier nahmen 16 Mannschaften teil. Qualifiziert sind die Mannschaften der Handballverbände aus Taiwan, Hongkong, Iran, Japan, Bahrain, Saudi-Arabien, Neuseeland, VR China, Indien, Irak, Kasachstan, Südkorea, Kuwait, Katar, Oman und Vereinigte Arabische Emirate.
Katar trat als Titelverteidiger an, nachdem das Team die Asienmeisterschaft 2022 gewonnen hatte. Auch die Turniere 2014, 2016, 2018 und 2020 hatte die katarische Auswahl gewonnen. Für den japanischen Verband war es die 20. Teilnahme, für den südkoreanischen die 19. Teilnahme und für den Verband des Gastgebers die 18. Teilnahme an einer Asienmeisterschaft.
Der Verband Australiens zog seine Teilnahme vor Auslosung der Vorrundengruppen zurück.

## Turnierverlauf

### Vorrunde
Die Gruppenauslosung wurde am 10. November 2023 vorgenommen. In vier Gruppen zu je vier Mannschaften wurde vom 11. bis 16. Januar 2024 die Vorrunde gespielt. Die Teams auf den Plätzen 1 und 2 der Vorrundengruppe zogen in die Hauptrunde ein. Die Teams auf den Plätzen 3 und 4 der Vorrundengruppen spielen im Fahad-Al-Ahmad-Al-Sabah-Cup.

#### Gruppe A
| Pl. | Land              | Sp. | S | U | N | Tore    | Diff. | Punkte |
| --- | ----------------- | --- | - | - | - | ------- | ----- | ------ |
| 1.  | Katar             | 3   | 3 | 0 | 0 | 085:640 | +21   | 6      |
| 2.  | Kuwait            | 3   | 2 | 0 | 1 | 078:770 | +1    | 4      |
| 3.  | Chinesisch Taipeh | 3   | 1 | 0 | 2 | 086:910 | −5    | 2      |
| 4.  | Oman              | 3   | 0 | 0 | 3 | 071:880 | −17   | 0      |

#### Gruppe B
| Pl. | Land                | Sp. | S | U | N | Tore     | Diff. | Punkte |
| --- | ------------------- | --- | - | - | - | -------- | ----- | ------ |
| 1.  | Südkorea            | 3   | 3 | 0 | 0 | 0100:670 | +33   | 6      |
| 2.  | Iran                | 3   | 2 | 0 | 1 | 088:610  | +27   | 4      |
| 3.  | Volksrepublik China | 3   | 1 | 0 | 2 | 088:690  | +19   | 2      |
| 4.  | Neuseeland          | 3   | 0 | 0 | 3 | 039:1180 | −79   | 0      |

#### Gruppe C
| Pl. | Land          | Sp. | S | U | N | Tore     | Diff. | Punkte |
| --- | ------------- | --- | - | - | - | -------- | ----- | ------ |
| 1.  | Japan         | 3   | 2 | 1 | 0 | 0116:640 | +52   | 5      |
| 2.  | Irak          | 3   | 1 | 2 | 0 | 0114:710 | +43   | 4      |
| 3.  | Saudi-Arabien | 3   | 1 | 1 | 1 | 0104:770 | +27   | 3      |
| 4.  | Indien        | 3   | 0 | 0 | 3 | 040:1620 | −122  | 0      |

#### Gruppe D
| Pl. | Land                         | Sp. | S | U | N | Tore     | Diff. | Punkte |
| --- | ---------------------------- | --- | - | - | - | -------- | ----- | ------ |
| 1.  | Bahrain                      | 3   | 3 | 0 | 0 | 0128:480 | +80   | 6      |
| 2.  | Vereinigte Arabische Emirate | 3   | 2 | 0 | 1 | 083:730  | +10   | 4      |
| 3.  | Kasachstan                   | 3   | 1 | 0 | 2 | 055:1080 | −53   | 2      |
| 4.  | Hongkong                     | 3   | 0 | 0 | 3 | 066:1030 | −37   | 0      |

### Fahad Al-Ahmad Al-Sabah Cup
In zwei Gruppen wurde vom 18. bis 21. Januar 2024 der Fahad Al-Ahmad Al-Sabah Cup gespielt, an dem die Teams auf den Plätzen 3 und 4 der Vorrundengruppen teilnahmen. Entsprechend der Platzierung nach dieser Runde spielten die Mannschaften die Plätze 9 bis 16 der Asienmeisterschaft aus.

#### Gruppe III
| Pl. | Land              | Sp. | S | U | N | Tore     | Diff. | Punkte |
| --- | ----------------- | --- | - | - | - | -------- | ----- | ------ |
| 1.  | Saudi-Arabien     | 3   | 3 | 0 | 0 | 0118:740 | +44   | 6      |
| 2.  | Chinesisch Taipeh | 3   | 2 | 0 | 1 | 0104:690 | +35   | 4      |
| 3.  | Hongkong          | 3   | 1 | 0 | 2 | 074:1040 | −30   | 2      |
| 4.  | Neuseeland        | 3   | 0 | 0 | 3 | 069:1180 | −49   | 0      |

#### Gruppe IV
| Pl. | Land                | Sp. | S | U | N | Tore     | Diff. | Punkte |
| --- | ------------------- | --- | - | - | - | -------- | ----- | ------ |
| 1.  | Volksrepublik China | 3   | 3 | 0 | 0 | 0112:710 | +41   | 6      |
| 2.  | Oman                | 3   | 2 | 0 | 1 | 099:790  | +20   | 4      |
| 3.  | Kasachstan          | 3   | 1 | 0 | 2 | 078:970  | −19   | 2      |
| 4.  | Indien              | 3   | 0 | 0 | 3 | 076:1180 | −42   | 0      |

### Hauptrunde
In zwei Gruppen wurde vom 18. bis 21. Januar 2024 die Hauptrunde gespielt, an der die Teams auf den Plätzen 1 und 2 der Vorrundengruppen teilnahmen. Die Teams auf den Plätzen 1 und 2 der beiden Hauptrundengruppen zogen ins Halbfinale ein, die Teams auf den dritten Plätzen spielten um Platz 5 und die Teams auf den vierten Plätzen um Platz 7 der Asienmeisterschaft.

#### Gruppe I
| Pl. | Land                         | Sp. | S | U | N | Tore    | Diff. | Punkte |
| --- | ---------------------------- | --- | - | - | - | ------- | ----- | ------ |
| 1.  | Katar                        | 3   | 2 | 1 | 0 | 080:720 | +8    | 5      |
| 2.  | Japan                        | 3   | 2 | 1 | 0 | 082:770 | +5    | 5      |
| 3.  | Iran                         | 3   | 1 | 0 | 2 | 071:740 | −3    | 2      |
| 4.  | Vereinigte Arabische Emirate | 3   | 0 | 0 | 3 | 069:790 | −10   | 0      |

#### Gruppe II
| Pl. | Land     | Sp. | S | U | N | Tore    | Diff. | Punkte |
| --- | -------- | --- | - | - | - | ------- | ----- | ------ |
| 1.  | Bahrain  | 3   | 2 | 1 | 0 | 086:770 | +9    | 5      |
| 2.  | Kuwait   | 3   | 1 | 2 | 0 | 087:750 | +12   | 4      |
| 3.  | Südkorea | 3   | 0 | 2 | 1 | 078:820 | −4    | 2      |
| 4.  | Irak     | 3   | 0 | 1 | 2 | 062:790 | −17   | 1      |

### Halbfinale
Die beiden Halbfinalspiele fanden am 23. Januar 2024 statt. Die Sieger spielten im Finale um die Asienmeisterschaft 2024. Die Verlierer spielten um Platz 3.
- Katar –  Kuwait 33:26
- Bahrain –  Japan 17:20

### Platzierungsspiele
Die Platzierungsspiele fanden vom 22. bis 25. Januar 2024 statt.
- Platz 15:  Indien –  Neuseeland 31:36
- Platz 13:  Kasachstan –  Hongkong 32:35
- Platz 11:  Oman –  Chinesisch Taipeh 27:33
- Platz 9:  Volksrepublik China –  Saudi-Arabien 21:25
- Platz 7:  Vereinigte Arabische Emirate –  Irak 28:23
- Platz 5:  Iran –  Südkorea 26:27
- Platz 3:  Kuwait –  Bahrain 17:26

### Finale
Das Finale fand am 25. Januar 2024 statt.
- Katar –  Japan 30:24

## Platzierungen
| Platz | Mannschaft                   |
| ----- | ---------------------------- |
| 01.   | Katar                        |
| 02.   | Japan                        |
| 03.   | Bahrain                      |
| 04.   | Kuwait                       |
| 05.   | Südkorea                     |
| 06.   | Iran                         |
| 07.   | Vereinigte Arabische Emirate |
| 08.   | Irak                         |
| 09.   | Saudi-Arabien                |
| 10.   | Volksrepublik China          |
| 11.   | Chinesisch Taipeh            |
| 12.   | Oman                         |
| 13.   | Hongkong                     |
| 14.   | Kasachstan                   |
| 15.   | Neuseeland                   |
| 16.   | Indien                       |

|  | Die vier bestplatzierten Mannschaften sind qualifiziert für die Teilnahme an der Weltmeisterschaft 2025. |

Die vier besten Mannschaften des Turniers qualifizierten sich bei der Asienmeisterschaft für die Teilnahme an der Weltmeisterschaft 2025. Für das Team aus Ozeanien galt eine Sonderregelung, der zufolge sich das Team auch noch als Fünftplatzierter qualifiziert gewesen wäre.
Der asiatische Vertreter für die Olympischen Spiele 2024 war beim asiatisches Qualifikationsevent im Oktober 2023 ermittelt worden, Japan gewann dieses Turnier. Bahrain, das den zweiten Platz belegt hatte, nimmt am Olympischen Qualifikationsturnier teil.

## Sperre für den Bahrainischen Handballverband
Während des Halbfinalspiels Bahrain gegen Japan (Endstand 17:20) liefen einheimische Fans auf das Spielfeld und auf die Schiedsrichter zu. Mehrere bahrainische Spieler griffen am Ende des Spiels einen der Schiedsrichter an. Auch ein japanischer Spieler wurde angegriffen. Die IHF sanktionierte im Februar 2024 fünf Spieler Bahrains mit Sperren von zwei bis zwölf Monaten und den Handballverband Bahrains mit einer zweijährigen Sperre für die Austragung von Turnieren.